# Equus hemionus kulan
Il kulan (Equus hemionus kulan Groves e Mazák, 1967) è una delle cinque sottospecie in cui viene suddiviso l'asino selvatico asiatico. Ormai divenuto rarissimo, è diffuso solamente in alcune aree protette del Turkmenistan, ma è stato reintrodotto con successo in Kazakistan, Uzbekistan e Ucraina.

## Descrizione
Il kulan è una tra le più grandi sottospecie di asino selvatico asiatico: è lungo 200–250 cm e misura 100–140 cm di altezza al garrese; pesa 200–240 kg (il maschio ha dimensioni superiori a quelle della femmina). È caratterizzato da un mantello biondo pallido, da una striscia scura lungo la spina dorsale e da chiazze bianche su fianchi, groppa e ventre. Possiede inoltre un'ispida criniera nera e un ciuffo all'estremità della coda. Durante i freddi inverni il suo mantello diventa più folto e grigio.

## Biologia
Il kulan si ciba di erbe, arbusti e piante varie. La maggior parte delle sue sostanze liquide proviene dai cibi, sebbene si rechi spesso presso fonti d'acqua, soprattutto quando deve allattare i piccoli.
Il caldo torrido del deserto fa sì che questo animale sia più attivo all'alba e al crepuscolo quando le temperature sono più miti. Se incalzati, i kulan possono raggiungere una velocità al galoppo di 70 km/h.
La giumenta vive con i puledri in piccole mandrie. Lo stallone dominante difende le zone limitrofe alle fonti d'acqua e cerca di accoppiarsi con ogni esemplare femmina che si avvicina per abbeverarsi. La giumenta, dopo un periodo di gestazione di circa un anno, partorisce un solo puledro che rimane con la madre per i primi due anni di vita.

## Conservazione
Nonostante nell'allora Unione Sovietica i kulan siano stati posti sotto protezione fin dal 1919, le misure emanate in loro favore non sono valse a salvarli dall'estinzione nel Kazakistan, ove la sottospecie scomparve nel 1935-1936. Attualmente ne rimangono in Turkmenistan circa 1300 esemplari (850-900 nella Riserva naturale di Badkhyz e altri 445 distribuiti in sette diversi siti di reintroduzione). La popolazione principale turkmena ha subito negli ultimi anni un drammatico declino: a Badkhyz il numero di kulan è diminuito dai 6000 esemplari del 1993 ai 2400 del 1998 e ai 646 del 2000. Il kulan è stato reintrodotto anche in quattro località del Kazakistan (dove vivono complessivamente circa 900 esemplari) e in una dell'Uzbekistan (34 esemplari).